# Taekwondo nos Jogos Olímpicos de Verão da Juventude de 2010

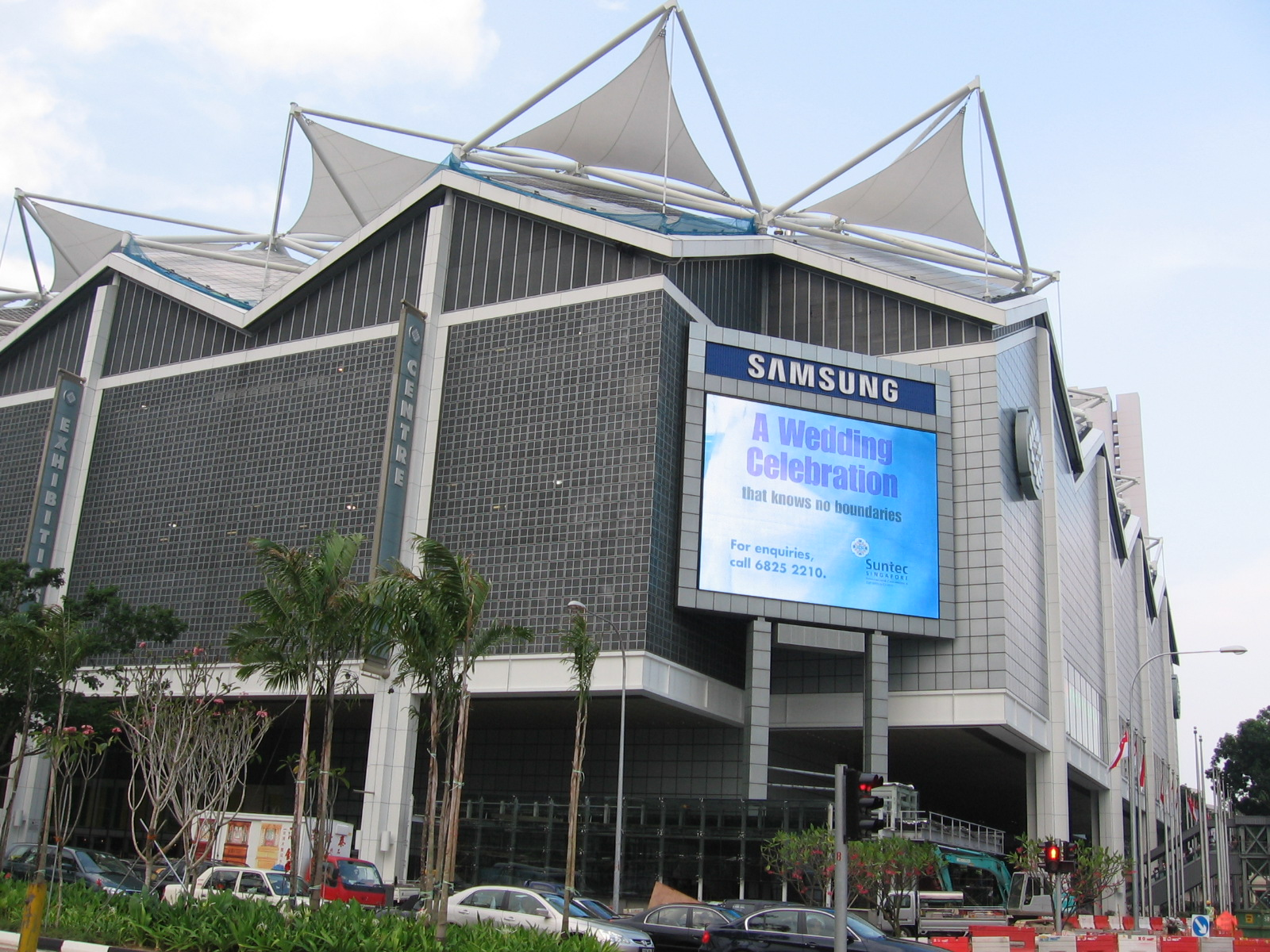
Centro Internacional de Convenções e Exposições Suntec de Singapura

As competições de taekwondo nos Jogos Olímpicos de Verão da Juventude de 2010 foram disputadas entre 15 e 19 de agosto no Centro Internacional de Convenções, em Singapura.
Foram realizadas dez categorias individuais, sendo cinco masculinas e cinco femininas de acordo com o peso.

## Eventos
| - Até 48 kg masculino - Até 55 kg masculino - Até 63 kg masculino - Até 73 kg masculino - Mais de 73 kg masculino | - Até 44 kg feminino - Até 49 kg feminino - Até 55 kg feminino - Até 63 kg feminino - Mais de 63 kg feminino |

## Calendário
| Agosto    | 14 | 15 | 16 | 17 | 18 | 19 | 20 | 21 | 22 | 23 | 24 | 25 | 26 |
| --------- | -- | -- | -- | -- | -- | -- | -- | -- | -- | -- | -- | -- | -- |
| Taekwondo |    | 2  | 2  | 2  | 2  | 2  |    |    |    |    |    |    |    |

|  | Dia de competição |  | Dia de final |

## Medalhistas
Feminino
| Evento                 | Ouro                             | Prata                         | Bronze                                                        |
| ---------------------- | -------------------------------- | ----------------------------- | ------------------------------------------------------------- |
| Até 44 kg detalhes     | Anastasia Valueva RUS Rússia     | Iryna Romoldanova UKR Ucrânia | Shukrona Sharifova TJK Tajiquistão Seyma Tuncer TUR Turquia   |
| Até 49 kg detalhes     | Worawong Pongpanit THA Tailândia | Dana Touran JOR Jordânia      | Jessie Bates USA Estados Unidos Melanie Phan CAN Canadá       |
| Até 55 kg detalhes     | Jade Jones GBR Grã-Bretanha      | Nguyen Thanh Thao VIE Vietnã  | Shafinas Abdul Rahman SIN Singapura Jennifer Agren SWE Suécia |
| Até 63 kg detalhes     | Jeon Soo-Yeon KOR Coreia do Sul  | Antonia Katheder GER Alemanha | Samantha Silvestri FRA França Nagore Irigoien ESP Espanha     |
| Mais de 63 kg detalhes | Zheng Shuyin CHN China           | Briseida Acosta MEX México    | Faiza Taoussara FRA França Yulemi Abreu CUB Cuba              |

Masculino
| Evento                 | Ouro                              | Prata                             | Bronze                                                        |
| ---------------------- | --------------------------------- | --------------------------------- | ------------------------------------------------------------- |
| Até 48 kg detalhes     | Gili Haimovitz ISR Israel         | Mohammad Soleimani IRI Irã        | Gregory English USA Estados Unidos Lucas Guzmán ARG Argentina |
| Até 55 kg detalhes     | Kaveh Rezaei IRI Irã              | Nursultan Mamayev KAZ Cazaquistão | Nguyen Quoc Cuong VIE Vietnã Tan Jia Jun Daryl SIN Singapura  |
| Até 63 kg detalhes     | Seo Byeong-Deok KOR Coreia do Sul | Mario Silva POR Portugal          | Berk Sungu TUR Turquia Alejandro Valdés MEX México            |
| Até 73 kg detalhes     | Kim Jin-Hak KOR Coreia do Sul     | Aliaskhab Sirazhov RUS Rússia     | Maksym Dominishyn UKR Ucrânia Michel Samaha LIB Líbano        |
| Mais de 73 kg detalhes | Liu Chang CHN China               | Ibrahim Ahmadsei GER Alemanha     | Yazan Alsadeq JOR Jordânia Stefan Bozalo CAN Canadá           |

## Quadro de medalhas
| Ordem | País               | Medalha de ouro | Medalha de prata | Medalha de bronze |    |
| ----- | ------------------ | --------------- | ---------------- | ----------------- | -- |
| 1     | KOR Coreia do Sul  | 3               |                  |                   | 3  |
| 2     | CHN China          | 2               |                  |                   | 2  |
| 3     | IRI Irã            | 1               | 1                |                   | 2  |
|       | RUS Rússia         | 1               | 1                |                   | 2  |
| 5     | GBR Grã-Bretanha   | 1               |                  |                   | 1  |
|       | ISR Israel         | 1               |                  |                   | 1  |
|       | THA Tailândia      | 1               |                  |                   | 2  |
| 8     | GER Alemanha       |                 | 2                |                   | 2  |
| 9     | JOR Jordânia       |                 | 1                | 1                 | 2  |
|       | MEX México         |                 | 1                | 1                 | 2  |
|       | UKR Ucrânia        |                 | 1                | 1                 | 2  |
|       | VIE Vietnã         |                 | 1                | 1                 | 2  |
| 13    | KAZ Cazaquistão    |                 | 1                |                   | 1  |
|       | POR Portugal       |                 | 1                |                   | 1  |
| 15    | CAN Canadá         |                 |                  | 2                 | 2  |
|       | USA Estados Unidos |                 |                  | 2                 | 2  |
|       | FRA França         |                 |                  | 2                 | 2  |
|       | SIN Singapura      |                 |                  | 2                 | 2  |
|       | TUR Turquia        |                 |                  | 2                 | 2  |
| 20    | ARG Argentina      |                 |                  | 1                 | 1  |
|       | CUB Cuba           |                 |                  | 1                 | 1  |
|       | ESP Espanha        |                 |                  | 1                 | 1  |
|       | LIB Líbano         |                 |                  | 1                 | 1  |
|       | TJK Tajiquistão    |                 |                  | 1                 | 1  |
|       | SWE Suécia         |                 |                  | 1                 | 1  |
| TOTAL | TOTAL              | 10              | 10               | 20                | 40 |